# جریان کامچاتکا

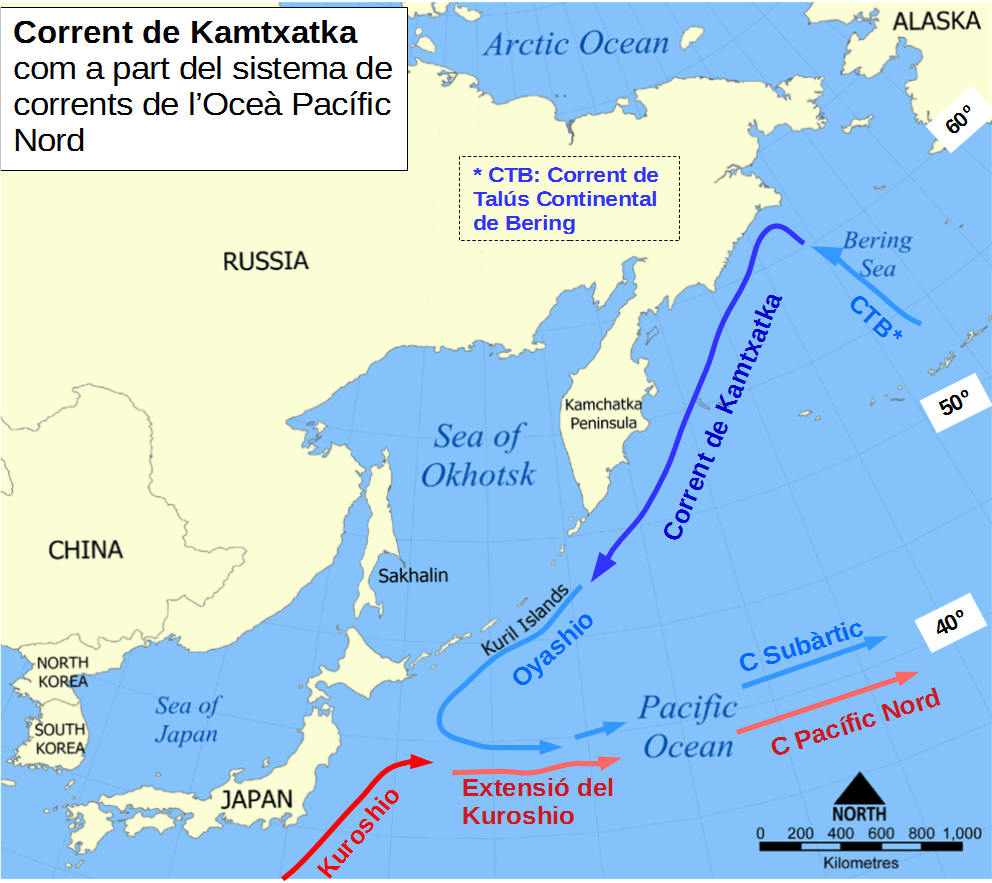
جریان کامچاتکا

جریان کامچاتکا (انگلیسی: Kamchatka Current) جریان اقیانوسی آب سردی است که با جهت جنوب غربی از تنگه برینگ در امتداد ساحل سیبری در اقیانوس آرام و شبه‌جزیره کامچاتکا جریان دارد. بخشی از این جریان، جریان اویاشیو را پدید آورده و دیگر بخش‌های باقی‌مانده به جریان گرم‌تر آرام شمالی می‌پیوندد.